# Батальйон імені Шейха Мансура
Чеченський миротворчий батальйон імені Шейха Мансура — неурядове добровольче збройне формування, що бере участь у війні на сході України на стороні Збройних сил України та складається переважно з чеченців, які емігрували з Росії після російсько-чеченських воєн.
Бойову діяльність батальйону на передовій пов’язує тісна взаємодія з підрозділами ДУК ПС.
Названо на честь лідера кавказьких горців кінця XVIII століття Шейха Мансура.

## Створення
Батальйон було створено у жовтні 2014 у Данії. Ініціатором його створення став суспільно-політичний рух «Вільний Кавказ», який було створено у 2006 році. 12 жовтня 2014 президія СПР «Вільний Кавказ» заявила про створення батальйону для участі у війні на сході України. Даний батальйон став другим, після раніше сформованого батальйону ім. Джохара Дудаєва, який добре себе зарекомендував і отримав схвалення і підтримку з боку української влади.

## Керівництво
- Командир батальйону — Муслім Чеберлоєвський (псевдо);
- Начальник штабу батальйону — Муслім Ідрісов (псевдо).

## Участь у бойових діях
Батальйон брав участь у боях за Широкине.
22 вересня 2022 року голова уряду Чеченської Республіки Ічкерія у вигнанні Ахмед Закаєв заявив, що на боці України, крім батальйону імені Шейха Мансура, воюють ще чотири чеченські батальйони.
Наприкінці зими 2022 року батальйон взяв участь у боях за Бахмут.

## В топоніміці
У смт Карнаухівка (Кам'янської міської громади) з 30 вересня 2022 року існує вулиця та провулок Батальйону імені Шейха Мансура. Одну з головних вулиць Карнаухівки —  вулицю Пушкіна, було перейменовано на честь цього чеченського батальйону. Урочисте відкриття  пам'ятної таблички за участю командира Мусліма Чеберлоєвського та міського голови відбулося 25 жовтня 2022 року. 